# 록맨 (클래식 시리즈)
오리지널 록맨 시리즈는 캡콤이 제작한 비디오 게임 프렌차이즈 록맨의 첫주자로, 1987년 12월 17일 일본에서 패미컴으로 발매된 《록맨》으로 시작됐다.

## 개괄
록맨은 캡콤이 제작한 액션 플랫폼 게임 시리즈로, 휴머노이드 로봇 록맨이 군단을 이끌고 세계를 정복하려는 Dr. 와일리의 음모를 저지하는 내용으로 구성됐다. 록맨은 뛰고, 달리고, 팔에 장착된 록 버스터를 쏘면서 스테이지를 돌파해 끝에 가선 보스를 상대해야 한다. 보스를 처치하는데 성공하면 그에 상응하는 특수 무기를 획득하며, 이를 활용해 다른 스테이지를 좀더 원활하게 진행할 수 있다. 와일리가 보낸 로봇들(대개 8개)을 처치하고 나면 그가 세운 성채에 돌입해 최종적으로 와일리 본인과 맞서 싸우게 된다.